# Петеа (Сату Маре)
Петеа (рум. Petea) насеље је у Румунији у округу Сату Маре у општини Доролц. Oпштина се налази на надморској висини од 118 m.

## Становништво
Према подацима из 2002. године у насељу је живело 365 становника.

### Попис2002.
| Расподела становништва по националности 2002.‍ | Расподела становништва по националности 2002.‍ | Расподела становништва по националности 2002.‍ | Расподела становништва по националности 2002.‍ | Расподела становништва по националности 2002.‍ |
| --------------------------------------------- | --------------------------------------------- | --------------------------------------------- | --------------------------------------------- | --------------------------------------------- |
|                                               |                                               |                                               |                                               |                                               |
| Румуни                                        | Румуни                                        |                                               | 105                                           | 28,8%                                         |
| Мађари                                        | Мађари                                        |                                               | 115                                           | 31,5%                                         |
| Роми                                          | Роми                                          |                                               | 145                                           | 39,7%                                         |